# Zamia soconuscensis
Zamia soconuscensis — вид голонасінних рослин класу Саговникоподібні (Cycadopsida).
Етимологія: названий за назвою географічної області, Сьєрра-дель-Соконуско (Sierra del Soconusco), у якій він зростає.

## Опис
Стовбур короткий деревовидий, прямовисний, 25–50 см завдовжки і 5–25 см в діаметрі. Катафіли трикутні базально, лінійно-ланцетні на вершині, довжиною 3,5–5 см, шириною 1.3–2 см. Листків 1–6, вони завдовжки 0,4–2 м; черешок 14–30 см; хребет з 20–40 парами листових фрагментів, з колючками в нижній половині. Листові фрагменти лінійно-ланцетні, від серповидих до субсерповидих, часто увігнуті зверху, клиновиді біля основи, поля цілі, середні з них довжиною 20–35 см. Пилкові шишки коричневі, циліндричні, довжиною 8–10 см, 2–2,5 см діаметром; плодоніжка довжиною 4–6 см. Насіннєві шишки коричневі, циліндричні, різко загострені на верхівці, завдовжки 12–22 см, 7–10 см діаметром; плодоніжка довжиною 3–4 см. Насіння від оранжево-рожевого до світло-червоного кольору, яйцевиде, довжиною 2,2–2,6 см, 1,4–1,9 см діаметром. 2n = 16.

## Поширення, екологія
Цей вид — ендемік Мексики, де зростає в штаті Чьяпас. Загальна чисельність населення становить ≈ 5000 рослин. Рослини знаходяться в підліску, на органічних глинистих ґрунтах від вічнозелених до хмарних лісів.

## Загрози й охорона
Цей вид перебуває під загрозою в місцях проживання в результаті очищення для сільськогосподарських цілей. Кукурудзове і кавове виробництва, а також лісопиляння це основні загрози. Росте в El Triunfo і La Sepultura Biosphere Reserves Чьяпас.